# Январь 2015 года

Список событий января 2015 года.

## События
- 1 января
  - В Австрии проведена оценка численности населения в ночь с 31 декабря 2014 года на 1 января 2015 года[1].[нет в источнике]
  - Литва перешла на евро, став 19-м членом еврозоны[2].
  - Вступил в действие договор о создании Евразийского экономического союза[3].
  - Завершился переходный период в Крыму[4].
  - Отменён платный вход в 62 музея федерального значения Российской Федерации для детей до 18 лет. Об этом заявил министр культуры Владимир Мединский на совместном заседании Госсовета и Совета по культуре и искусству. Свободный вход будет открыт несовершеннолетним независимо от их гражданства[5].
- 4 января
  - В нигерийском штате Борно исламистская группировка «Боко харам» захватила близ озера Чад город Бага и военную базу, использовавшуюся международными силами Африканского союза[6].
- 5 января
  - Власти Исландии заявили о решении в ближайшее время отозвать заявку на вступление в Евросоюз[7].
- 6 января
  - В полицейском участке в центре Стамбула подорвалась террористка-смертница. В результате двое полицейских получили ранения, один из них позднее скончался в госпитале от полученных травм[8].
- 7 января
  - Трое неизвестных джихадистов[9] убили 12 человек в редакции сатирического журнала «Шарли Эбдо» в Париже[10]. Во Франции объявлен траур[11]. Французская полиция, по версии газеты Libération, задержала троих подозреваемых в нападении на редакцию сатирического журнала[12]. В мадридских редакциях найдены письма с угрозами[13].
  - Нефть Brent упала ниже 50 долларов за баррель[14].
- 8 января
  - Американские учёные создали новый тип антибиотика — тейксобактин[15].
  - Выборы президента Шри-Ланки[16]. Победу одержал генеральный секретарь оппозиционной Партии свободы Маитрипала Сирисена[17].
- 9 января
  - В Австралии стартовал Кубок Азии по футболу, который продлится до 31 января, победитель которого примет участие в играх на Кубок конфедераций 2017 года в России[18].
  - В Саудовской Аравии популярный блогер Раиф Бадави подвергся публичной порке за «оскорбление ислама и участие в киберпреступности»[19].
- 10 января
  - В нигерийском городе Майдугури произошёл террористический акт. По меньшей мере 15 человек погибли[20].
- 11 января
  - В редакции немецкой газеты Hamburger Morgenpost, напечатавшей ранее карикатуры Charlie Hebdo, устроен поджог. Полиция начала расследование, задержав двоих молодых человек[21].
  - Второй тур выборов президента Хорватии[22]. Победу одержала кандидат от оппозиционной партии «Хорватское демократическое содружество» Колинда Грабар-Китарович, получив 50,42 % голосов избирателей[23].
- 12 января
  - Фильм «Левиафан» российского режиссёра Андрея Звягинцева получил американскую кинопремию «Золотой глобус» в номинации «Лучший фильм на иностранном языке»[24].
- 13 января
  - Боевики ИГ убили двух мужчин по обвинению в шпионаже в пользу России[25].
  - Под Волновахой (Донецкая область, Украина) обстрелян рейсовый автобус, погибли 12 человек[26].
- 14 января
  - Президент Италии Джорджо Наполитано подал в отставку[27].
  - В Гюмри (Армения) прошли массовые акции протеста у российского консульства и у военной базы с требованиями выдачи Валерия Пермякова, подозреваемого в убийстве семьи из шести человек, включая двухлетнего ребёнка[28].
  - Огромные очереди желающих приобрести свежий выпуск сатирического журнала «Charlie Hebdo» выстроились у киосков печати во Франции. На eBay ставки на английскую версию издания превысили тысячу фунтов стерлингов[29].
- В Южной Африке началось наводнение, унёсшее в течение недели жизни по меньшей мере 176 человек в Малави[1], 86 человек в Мозамбике и по меньшей мере 46 человек на Мадагаскаре. Также сотни человек пропали без вести.
- 15 января
  - Представитель Пентагона заявил, что США планируют отправить 400 военных инструкторов для тренировки сирийской оппозиции[30].
- 17 января
  - Мусульмане в Зиндере, втором по величине городе Нигера, протестующие против новой карикатуры на пророка Мохаммеда, появившейся на обложке свежего выпуска французского сатирического журнала «Charlie Hebdo», сожгли французский культурный центр, а также две католические и одну евангелическую церковь. Четыре человека погибли, ещё 45 получили ранения[31].
  - В Экваториальной Гвинее стартовал 30-й розыгрыш Кубка африканских наций[32].
  - При выполнении захода на посадку потерпел катастрофу самолёт Ан-26 сирийских ВВС. Погибли все находящиеся на борту 37 человек (по другим данным, 35 погибших)[33][34].
- 18 января
  - Глава ДНР Александр Захарченко заявил, что украинские бомбардировщики бомбили город Горловка, погибли более 30 мирных жителей, в том числе дети[35].
- 19 января
  - На севере Камеруна боевики радикальной исламистской группировки «Боко харам» похитили 80 человек[36].
  - Власти Мали объявили страну свободной от Эболы[37].
  - Пятеро россиян были задержаны в понедельник во Франции во французском департаменте Эро в городе Безье по подозрению в подготовке террористического акта, сообщают французские СМИ со ссылкой на прокуратуру[38].
  - В сирийском Кобани курды из «Отрядов народной самообороны» убили по меньшей мере 24 боевика группировки «Исламское государство»[39].
- 20 января
  - Повстанцы-шииты взяли штурмом президентскую резиденцию в столице Йемена Сане[40].
  - Российская федеральная служба по надзору в сфере связи, информационных технологий и массовых коммуникаций (Роскомнадзор) впервые вынесла предупреждение за публикацию религиозных карикатур[41].
  - В Замбии прошли президентские выборы[42]. Победу одержал кандидат от правящей партии «Патриотический фронт» Эдгар Лунгу[43].
  - Катастрофа Ан-2 под Шатыркулем.
- 21 января
  - В Давосе (Швейцария) открылся 45-й Всемирный экономический форум[44].
- 22 января
  - В Донецке (Донецкая область, Украина) обстреляна остановка общественного транспорта. Погибли 15, ранены 20 человек[45].
  - В ходе вооруженного конфликта на востоке Украины начались бои в районе Дебальцевского выступа[46].
  - Президент и правительство Йемена ушло в отставку[47].
- 23 января
  - Скончался король Саудовской Аравии Абдуллаха Аль Сауда, новым королём стал его брат Салман ибн Абдул-Азиз Аль Сауд[48].
  - Президент Боливии Эво Моралес вступил в должность[49].
  - Латвия и Судан установили дипломатические отношения[50].
- 24 января
  - В украинском городе Мариуполь обстрелян микрорайон «Восточный» из установок «Град» и «Ураган». Погибли 31[51] и ранены не менее 117[52][53] человек. Все жертвы — мирные жители, среди погибших и раненых есть дети[52]. Власти Украины обвинили в обстреле сепаратистов, руководство самопровозглашённой «Донецкой народной республики» обвинило в обстреле украинских военных[54].
  - Сепаратисты самопровозглашённой Донецкой народной республики начали наступление на Мариуполь, заявил глава республики Александр Захарченко[55]. Однако, сразу после этого заявил об отказе от этого наступления[56][57].
  - В словацком городе Штрбске-Плесо стартовала Зимняя Универсиада[58].
- 25 января
  - Комедийная драма «Бёрдмэн» с Майклом Китоном в главной роли получила первый приз американской Гильдии продюсеров (PGA)[59].
  - Досрочные парламентские выборы в Греции[60]. Победу одержала оппозиционная партия СИРИЗА[61].
  - Сирийские повстанцы из группировки «Армия ислама» произвели массированный ракетный обстрел Дамаска, сообщается о семи жертвах[62].
  - В Египте в годовщину «революции 25 января» жертвами столкновений стали 23 человека[63].
- 26 января
  - В Нью-Йорке арестован гражданин России, сотрудник представительства одного из российских банков Евгений Буряков. Его обвиняют в незаконной работе на правительство РФ на территории США и в сговоре с этой целью[64].
  - Во время учений в Испании на авиабазе Лос-Льянос[англ.], расположенной в городе Альбасете, потерпел крушение истребитель ВВС Греции F-16. Погибли одиннадцать человек, в том числе два греческих пилота, ранены 10 граждан Франции и 11 итальянцев[65][66].
  - Леворадикальная партия «Сириза», победившая на парламентских выборах в Греции, сформирует правительство в коалиции с правой партией «Независимые греки». Обе партии выступают за отмену режима жесткой экономии и заключению нового, более выгодного соглашения с международными кредиторами. Лидер «Сиризы» Алексис Ципрас принял присягу в качестве нового премьер-министра страны[67].
- 28 января
  - Российская Федерация лишена права голоса в ПАСЕ до апреля 2015 года. Резолюция принята 160 голосами, 42 парламентария проголосовали против, 11 воздержались. Глава российской делегации Алексей Пушков заявил, что Россия до конца этого года прекращает своё участие в ПАСЕ[68].
- 29 января
  - Начался 1 тур президентских выборов в Италии[69].
  - Мощный взрыв газа в родильном доме в Мехико унёс жизни двух человек, многие числятся пропавшими без вести. По сообщению мексиканских властей, ранения получили 66 человек, среди которых — 21 новорождённый[70].
- 30 января
  - Центробанк России снизил ключевую ставку с 17 % до 15 % годовых[71].
  - Украинские войска (ВСУ и Нацгвардия) и пророссийские сепаратисты обменялись тяжелым артиллерийским и танковым огнём внутри и вокруг Дебальцево, стратегического города на востоке Украины[72]. Сепаратисты заняли Углегорск[73].
  - В Москве в здании ИНИОН РАН произошёл пожар[74].
- 31 января
  - Сборная Австралии по футболу победила на домашнем Кубке Азии и получила право на участие в Кубке конфедераций в 2017 году в России[75].
  - Избран новый президент Италии, им стал Серджо Маттарелла[76].